# الصليب الأحمر في بوتسوانا
جمعية الصليب الأحمر في بوتسوانا (بالإنجليزية: Botswana Red Cross Society)‏ ، هي منظمة طبية وإنسانية أسست سنة 1968م ، وتقع مقرها الرئيسي في عاصمة بوتسوانا جابورون.

## وصلات خارجية
- Botswana Red Cross Society Website
- Botswana Red Cross Society Profile
- Official Red Cross Web Site